# Gabriel Fernando Atz
Gabriel Fernando Atz, meglio noto come Gabriel (Portão, 4 agosto 1981), è un ex calciatore brasiliano, di ruolo difensore.

## Carriera
Ha giocato nella massima serie dei campionati brasiliano, portoghese, russo e bulgaro.